# Église Notre-Dame-de-l'Immaculée-Conception de Laterrière
L'église Notre-Dame-de-l'Immaculée-Conception est une église paroissiale située au cœur du village de Laterrière, dans la ville de Saguenay au Québec Canada. Cette église de style néoclassique a été construit entre 1863 et 1865 selon des plans de l'architecte Jean-Félix Langlais. Elle a été classée immeuble patrimonial en 1969.

## Histoire
L’église est située dans le secteur de Laterrière, autrefois appelé « Grand-Brûlé », une colonie libre fondée en 1846 par le père Jean-Baptiste Honorat, Oblat de Marie-Immaculée. Cette initiative visait à offrir aux colons une alternative à l’emprise des industriels forestiers William Price et Peter McLeod. Les premiers offices religieux furent célébrés dans une maison des Oblats, puis une chapelle fut érigée en 1849. La paroisse a été érigée canoniquement en 1858, et la construction de l’église actuelle a débuté en 1863, selon les plans de Jean-Félix Langlais. La bénédiction de l’église a eu lieu le 12 janvier 1865. Le clocher a été ajouté en 1871 par le menuisier Thomas Pearson. 

## Architecture
L’église présente une architecture néoclassique avec une nef rectangulaire à un vaisseau, un chœur plus étroit terminé par une abside en hémicycle, et un toit à deux versants légèrement retroussés. La façade comporte trois portails cintrés, des fenêtres cintrées, une fenêtre vénitienne, un oculus, des retours de corniche à la base du pignon et des chaînes d’angle. Le clocher, surmontant le faîte du toit à l’avant, est doté d’une lanterne. La maçonnerie est en moellons, la couverture en tôle à la canadienne, et les ouvertures sont en bois. Une sacristie est greffée à l’abside dans le prolongement du chœur. 

## Décor intérieur et mobilier
Le décor intérieur comprend une fausse voûte à arc surbaissé et en cul-de-four, des arcs doubleaux, un lambris à caissons, des pilastres cannelés à chapiteau corinthien, un entablement, des galeries latérales et une tribune arrière logeant un orgue Casavant et Frères installé en 1929. Le mobilier liturgique comprend le maître-autel couronné d’un baldaquin, les autels latéraux, le banc d’œuvre et des prie-Dieu. Le décor peint inclut des toiles marouflées, dont trois œuvres d’Édouard Martineau ajoutées en 1874 : « L’Immaculée-Conception », « La Seconde Visite de Marie à sainte Élisabeth » et « L’Éducation de la Vierge ». En 1900, le mobilier liturgique a été renouvelé par l’atelier de Joseph Villeneuve, de l’École de sculpture de Saint-Romuald. Des travaux de dorure ont été réalisés par Ferdinand Gignac.

## Restauration et préservation
L’église a subi plusieurs travaux de restauration au fil des ans. En 1915-1916, des modifications ont été apportées selon les plans de l’architecte Alfred Lamontagne, incluant la réfection de la toiture, le remplacement de la lanterne en bois du clocher et la construction d’un chemin couvert en bois. Des galeries latérales, une chaire, des fonts baptismaux, des prie-Dieu et des boiseries ont été ajoutés à l’intérieur. En 1956, des restaurations intérieures ont été effectuées par la maison Barsetti et Frères. Le chemin couvert a été reconstruit en brique en 1971, et d’importants travaux de restauration ont eu lieu en 1972 et en 1985.